# 超能力研究部の3人
『超能力研究部の3人』（ちょうのうりょくけんきゅうぶのさんにん）は、2014年12月6日公開の日本の映画。主演は、乃木坂46の秋元真夏、生田絵梨花、橋本奈々未。監督は山下敦弘。大橋裕之の漫画『シティライツ』を原作としたフィクション部分と、その映画撮影のメイキング映像が1つになった作品だが、メイキングパートは、フェイクドキュメンタリー（ドキュメンタリー風に撮影したフィクション）である。

## キャスト
超能力研究部の3人
- 山崎良子 - 秋元真夏[2]
- 村田育子 - 生田絵梨花[2]
- 小暮あずみ - 橋本奈々未[2]
- 森正太郎 - 碓井将大[2]
- 竹田孝一 - 葉山奨之[2]
- 森五郎 - 佐藤宏[2]
- 和田竜一 - 泉澤祐希[2]
- 沢部雪子 - 安藤輪子[2]

フェイクドキュメンタリー
- 秋元真夏 - 秋元真夏[2]
- 生田絵梨花 - 生田絵梨花[2]
- 橋本奈々未 - 橋本奈々未[2]
- 碓井将太 - 碓井将太[3]
- 葉山奨之 - 葉山奨之[3]
- 安藤輪子 - 安藤輪子[2]
- メイキング監督 - 森岡龍[3]
- 現場マネージャー・菊池 - 佐藤みゆき[3]
- 統括マネージャー・舟木 - 山本剛史[3]
- 山下敦弘監督 - 山下敦弘[2]

## スタッフ
- 監督 - 山下敦弘[2]
- 脚本 - いまおかしんじ（『超能力研究部の3人』パート）、向井康介（フェイクドキュメンタリーパート）[2]
- 原作 - 大橋裕之『シティライツ』（講談社、モーニングKC）[2]
- 企画 - 秋元康[2]
- プロデューサー - 根岸洋之、金森孝宏[2]
- 音楽 - きだしゅんすけ[2]
- 撮影 - 四宮秀俊[2]
- 美術 - 今村力[2]
- 照明 - 大久保礼司[2]
- 録音 - 山口満大[2]
- 編集 - 菊井貴繁[2]
- VFX - 立石勝[2]
- 制作プロダクション - マッチポイント[2]
- 配給 - BS-TBS[2]
- 製作 - 2014「超能力研究部の3人」製作委員会[2]

## 製作
乃木坂46の5作目のシングル「君の名は希望」のMV撮影時のオーディションが、本映画の製作のきっかけとなっており、「君の名は希望」が本作の主題歌として使われている。オーディション課程では、池松壮亮と松浦祐也が芝居の相手として参加した。

## 評価
『ジャパンタイムズ』のマーク・シリングは「アイドルとしての輝きを削ぐことなく、メンバー3人が生身の人間として描かれている」と指摘した上で「乃木坂46のファンは本作を愛するだろう」と述べて、本作に5つ星満点の3つ星を与えた。

## 関連書籍
- 映画 超能力研究部の3人 公式ブック（2014年12月5日、講談社、ISBN 978-4-06-389865-1）[3]